# CVセンター (日本テレビ)
日本テレビのCVセンターとは、収録・編集・生放送サブへの送出を行う制作支援セクションである。
所属部署は技術統括局・制作技術センターコンテンツ技術運用部となる（報道局ではない）。CVセンターのCVとは「Compact－Video」の略称で麹町社屋時代の1985年頃に発足した部署。当時の5F－VTR室は１インチVTRやD2－VTRをメインに主に制作系番組の運用を行うに対してCVセンターはベータカムVTR・DVCPRO－VTRをメインに、ニュース・スポーツ・情報番組などの生放送番組に対して機動性と即時性に富んだ収録・編集・送出作業を行うセクションである。日本テレビのニュース番組の大半は、このCVセンターにて編集されている。

## CVセンター設備概要
汐留新社屋移転から、収録・編集・送出全てのプロセスがHDTV（1080･59.94i）にて設備が構築されている。リニア（VTR）設備に加えて、世界最大規模のHDニュースサーバシステム（ソニー製）が導入されており、テープレスで迅速な編集・送出を行っている。

## リニア編集設備
リニア（テープ）編集室が30ブース存在し、BVE-700 3出し1受けが20ブース、BVE-2000V2 SwerはMVS8000の3出し1受けの加工ブースが10ブースにて構成されている。VTRはHDW－M2000 AJ-HD1500・1600。システムはすべてがソニー製で、各VTRデッキは汎用的且つ非常時のために上位機種を設置している。一部では、無駄なスペックへの投資という声も聞かれる。

## 収録・送出設備概要
収録VTRは22チェーン（44台）。1番から10番までを国内素材収録用、11番から14番まではNNN24のVTR送出用、15番、16番はNNN24の収録用、17番～20番は地上波のVTR送出用、21番と22番は主に海外伝送用で使われ、社内では隔離された収録スペースという所から金魚鉢と呼ばれている。収録素材が大量に送られてデッキが足りなくなる事もある。また、1チェーンに本命、予備という形で2台同時収録を行う事で録り漏れは緊急の場合の素材の使い回しに対応している。また、VTRと同時にノンリニア収録も行われている。全てのVTRチェーンにてTD卓の設定から収録・送出が可能。ニュースサブはもちろんの事、回線センター経由で汎用サブ（S1～S4　My　Skyなど）に送出可能。VTRの送出コントロールは、サブコンからリモートコントロールで制御する。VTRはHDW-M2000。また、後述するHDニュースサーバシステムに関しては収録19回線。リニア設備と同様にニュースサブ、汎用サブに向けて送出が可能である。ノンリニアの特徴であるプレイリスト送出も可能で運用の省力化が図れている。ただ、システムを扱うオペレーターやスキル不足や育成遅れのため、ノンリニアシステムよりテープがメインで扱われているのが現状である。

## HDニュースサーバシステム
収録・編集・送出を一貫してテープレスで行うことが可能な画期的なシステムである。素材サーバの容量はHD300時間、ノンリニア編集室は15式、同時に2つのスタジオへPlayOutが可能。
中継先や取材先から伝送された映像音声は　素材サーバに収録される。3台の収録端末から19回線同時収録可能。収録された素材は　ネットワークで接続された15室のノンリニア編集室から必要な素材にアクセスし、編集を行う。編集された完パケは、OAサーバに転送した後、プレイリストに応じて生放送サブへ送出される。送出はニュースサブの他、社内の全スタジオに向けて送出が可能。また、リモートコントロールによりスタジオからのPlay Recue　Next の送出操作が行える。
HDニュースサーバシステムのメリットとして「1つの素材を複数の編集室で利用出来る」ことが挙げられる。
例えば、ニュース番組の1つの項目を編集するにあたって、①CM前のQショット、②本編、③スタジオトークのインサート映像・・・と同じ素材で都合3本以上のニュース映像を編集する場合、1本のビデオテープを3つの編集室で平行して編集するにはテープを複数の編集室で順次リレーのように渡しあったり、収録段階で複数本のVTRを収録するなど大きな手間と労力が発生するが、素材サーバを用いたノンリニア編集システムの場合は複数のノンリニア編集機から1つ素材にアクセスし編集出来るため、ビデオテープのようなVTR素材待ちが無く、1つの映像を複数の編集室・複数の編集マンが一斉に並列して編集することが出来る。一刻を争うニュースやスポーツの編集を支える画期的なシステムである。
また、1本のニュース映像をOAサーバから「地上波ニュース」と「CS向けニュース」など複数メディアに配信出来るため、ワンソース・マルチユースを容易に実現出来るなどHDニュースサーバシステムを導入したメリットは非常に大きい。
システムは全てソニー製である。（Sony Xpri）

## 下見設備
日本テレビでは、VTR素材のプレビューを「下見」と呼んでいるが、素材のプレビューや原稿起こし用に12ブースの下見設備を擁している。使用用途としては、記者やディレクターがボイスレコーダを再生してキャプションを取り直したり、キャスターとのリハ前のVTRと原稿の読み合わせのために使われる。使用の手続きはCVセンターの統括に申請が必要で、勝手にVTRを再生する事はできない。普段はあまり使われる事のないシステムでも、無断で使用したために始末書を書かされた者も多数存在する。

## 関連会社
日本テレビ社員のほか、株式会社コスモ・スペースの社員が収録送出を担当している。また、報道編集は日テレ・テクニカル・リソーシズ、日本TV映像株式会社など数社が担当している 。

## 放送実績
- oha!4
- NNNニュースD
- 情報特急便
- ニュース撮って出し
- NNN Newsリアルタイム
- NNNきょうの出来事
- 日テレNEWS24
- NNNドキュメント
- 各報道特番番組
- 選挙特番
- ズームイン!!SUPER
- スッキリ!!
- ザ・ワイド
- THE・サンデー
- スポーツMAX
- アテネオリンピック
- トリノオリンピック

他